# Morti il 1º ottobre
| Questa pagina contiene informazioni ricavate automaticamente dalle voci biografiche con l'ausilio del template Bio e di un bot. L'aggiornamento è periodico e automatico e ricostruisce completamente la pagina. Se manca una persona in questa lista, sei pregato di non aggiungerla, ma accertati piuttosto che la sua voce biografica contenga il template Bio e che i dati anagrafici siano correttamente compilati. Se il template Bio manca, inseriscilo tu stesso o, in alternativa, metti l'avviso {{tmp\|Bio}} che ne segnala la mancanza. Se i dati riportati sono sbagliati, correggi direttamente la voce biografica; le modifiche saranno visibili in questa lista entro pochi giorni. Per chiarimenti vedi il progetto biografie. La lista contiene solo le 491 persone che sono citate nell'enciclopedia e per le quali è stato implementato correttamente il template Bio. Pagina aggiornata al 9 ago 2025. |

## VII secolo(1)
- 686 - Tenmu, imperatore giapponese

## IX secolo(1)
- 804 - Richbodo, arcivescovo e abate franco

## X secolo(1)
- 959 - Eadwig d'Inghilterra, re inglese

## XI secolo(1)
- 1040 - Alano III di Bretagna, duca (n. 997)

## XII secolo(1)
- 1187 - Jaroslav Osmomysl, principe

## XIII secolo(1)
- 1269 - Giordano Pironti, cardinale italiano (n. 1210)

## XIV secolo(5)
- 1310 - Beatrice di Borgogna-Borbone, nobile francese (n. 1257)
- 1314 - Altigrado Cattaneo, giurista e vescovo cattolico italiano
- 1361 - Margherita Plantageneta, principessa e nobile inglese (n. 1346)
- 1362 - Maria Plantageneta, nobile britannica (n. 1344)
- 1391 - Guglielmo I di Namur, nobile francese (n. 1324)

## XV secolo(11)
- 1404 - Papa Bonifacio IX, papa e cardinale italiano
- 1433 - Bartolomeo della Capra, arcivescovo cattolico italiano
- 1449 - Nicola da Forca Palena, religioso italiano (n. 1349)
- 1450 - Leonello d'Este, marchese (n. 1407)
- 1463 - Sante Bentivoglio, nobile (n. 1424)
- 1484 - Antonio di Marsciano, nobile e condottiero italiano (n. 1429)
- 1492 - Filippo Maria Sforza, nobile italiano (n. 1449)
- 1497 - Carlo Pallavicino, vescovo cattolico italiano
- 1499 - Marsilio Ficino, filosofo, umanista e astrologo italiano (n. 1433)
- 1499 - Paolo Vitelli, condottiero e cavaliere medievale italiano (n. 1461)
- 1500 - John Alcock, vescovo cattolico inglese (n. 1430)

## XVI secolo(11)
- 1532 - Jan Gossaert, pittore fiammingo (n. 1478)
- 1565 - Giovanni Giacomo Barba, vescovo cattolico italiano (n. 1499)
- 1567 - Pietro Carnesecchi, umanista e funzionario italiano (n. 1508)
- 1567 - Giulio Maresio, francescano italiano (n. 1522)
- 1570 - Frans Floris, pittore fiammingo (n. 1517)
- 1574 - Maarten van Heemskerck, pittore olandese (n. 1498)
- 1578 - Giovanni d'Austria, generale, ammiraglio e diplomatico tedesco (n. 1547)
- 1580 - Giovanni II di Schleswig-Holstein-Haderslev, principe danese (n. 1521)
- 1585 - Anna di Danimarca, principessa danese (n. 1532)
- 1586 - Adolfo di Holstein-Gottorp, nobile (n. 1526)
- 1589 - Alfonso I Gonzaga, nobile italiano (n. 1529)

## XVII secolo(19)
- 1609 - Giovanni Matteo Asola, compositore italiano (n. 1524)
- 1615 - Paulus van Caerden, ammiraglio olandese (n. 1569)
- 1624 - Nicolas Brûlart de Sillery, politico e nobile francese (n. 1544)
- 1625 - Hendrick Joosten Speuy, compositore e organista olandese (n. 1575)
- 1632 - Nanbu Toshinao, militare giapponese (n. 1576)
- 1633 - Filarete, monaco cristiano russo
- 1636 - Augusto I di Brunswick-Lüneburg, nobile e vescovo luterano tedesco (n. 1568)
- 1638 - Jan Snellinck, pittore fiammingo (n. 1549)
- 1640 - Claudio Achillini, giurista e scrittore italiano (n. 1574)
- 1653 - Scipione Agnelli, vescovo cattolico, letterato e giurista italiano (n. 1586)
- 1657 - Benedetto Molli, architetto e gesuita italiano (n. 1597)
- 1659 - Juan de Palafox y Mendoza, vescovo cattolico spagnolo (n. 1600)
- 1680 - Pietro Simone Agostini, compositore italiano (n. 1630)
- 1680 - Pierre-Paul Riquet, ingegnere francese (n. 1604)
- 1681 - Gebhard XXV von Alvensleben, poeta tedesco (n. 1619)
- 1684 - Pierre Corneille, drammaturgo e scrittore francese (n. 1606)
- 1688 - Giuseppe Amati, religioso italiano (n. 1617)
- 1697 - Moses ben Mordecai Zacuto, rabbino e poeta olandese (n. 1625)
- 1700 - Antonio Lupis, scrittore italiano (n. 1620)

## XVIII secolo(24)
- 1704 - Cornelis Dusart, pittore, disegnatore e incisore olandese (n. 1660)
- 1708 - John Blow, organista e compositore inglese (n. 1649)
- 1716 - Giovanni Battista Bassani, organista, violinista e compositore italiano
- 1719 - Margaret Hughes, attrice teatrale inglese (n. 1630)
- 1721 - Girolamo Archinto, arcivescovo cattolico e diplomatico italiano (n. 1672)
- 1723 - Frédéric Maurice Casimir de La Tour d'Auvergne, nobile francese (n. 1702)
- 1728 - Robert Livingston il Vecchio, imprenditore scozzese (n. 1654)
- 1730 - Giambattista Canneti, oratore, poeta e religioso italiano (n. 1659)
- 1738 - Christian Detlev Reventlow, diplomatico e militare danese (n. 1671)
- 1743 - Vittorio Amedeo Ferrero-Fieschi, nobile, militare e diplomatico italiano (n. 1687)
- 1749 - Abraham Bedros I Ardzivian, patriarca cattolico armeno (n. 1679)
- 1749 - Pietro Bainville, pittore francese (n. 1674)
- 1755 - Luigi Augusto di Borbone-Francia, nobile spagnolo (n. 1700)
- 1768 - Robert Simson, matematico scozzese (n. 1687)
- 1770 - Louis-Gabriel Guillemain, compositore e violinista francese (n. 1705)
- 1772 - Alessandro Pompei, architetto, pittore e scrittore italiano (n. 1705)
- 1777 - Pierre Contant d'Ivry, architetto francese (n. 1698)
- 1778 - Gaetano Fantuzzi, cardinale italiano (n. 1708)
- 1778 - Washington Shirley, V conte Ferrers, ammiraglio britannico (n. 1722)
- 1788 - William Brodie, artigiano, politico e criminale scozzese (n. 1741)
- 1789 - Girolamo Grimaldi, diplomatico e politico italiano (n. 1710)
- 1793 - Jacob More, pittore scozzese (n. 1740)
- 1799 - Filippetto de Marinis, patriota italiano (n. 1778)
- 1799 - Ercole D'Agnese, rivoluzionario e giurista italiano (n. 1745)

## XIX secolo(64)
- 1806 - Étienne-Alexandre Bernier, vescovo cattolico francese (n. 1762)
- 1808 - Carl Gotthard Langhans, architetto tedesco (n. 1732)
- 1808 - Regina Mingotti, italiana (n. 1722)
- 1808 - Thomas Thorild, poeta e filosofo svedese (n. 1759)
- 1809 - Jacques Barraband, pittore e illustratore francese (n. 1768)
- 1809 - Maria Anna d'Asburgo-Lorena, badessa (n. 1770)
- 1811 - Teresa Ciamagnini Fabbroni, letterata e socialite italiana (n. 1763)
- 1820 - Pakubuwono IV, sovrano indonesiano (n. 1768)
- 1822 - Antonia Campi, soprano polacco (n. 1773)
- 1828 - Antonio Cesari, linguista e scrittore italiano (n. 1760)
- 1829 - Carolina Ulrica Amalia di Sassonia-Coburgo-Saalfeld, principessa (n. 1753)
- 1830 - Giuseppe Luosi, politico e giurista italiano (n. 1755)
- 1833 - Luísa Todi, mezzosoprano portoghese (n. 1753)
- 1834 - Gamzat-bek, imam russo (n. 1789)
- 1834 - Giovanni Giraud, drammaturgo, poeta e banchiere italiano (n. 1776)
- 1834 - Guillaume-Charles Rousseau, generale francese (n. 1772)
- 1835 - Domenico Berra, agronomo e avvocato italiano (n. 1771)
- 1837 - Ayub Shah Durrani, sovrano afghano
- 1838 - Charles Tennant, imprenditore e chimico scozzese (n. 1768)
- 1841 - Claudine Rhédey von Kis-Rhéde, nobildonna ungherese (n. 1812)
- 1845 - James Millingen, numismatico e etruscologo britannico (n. 1774)
- 1845 - John Spencer, III conte Spencer, nobile e politico britannico (n. 1782)
- 1846 - Giuseppe Drugman, pittore italiano (n. 1810)
- 1846 - Lothar Anselm von Gebsattel, arcivescovo cattolico, teologo e nobile tedesco (n. 1761)
- 1855 - Ernst Dieffenbach, botanico tedesco (n. 1811)
- 1855 - Guillaume Latrille de Lorencez, generale francese (n. 1772)
- 1855 - Vincenzo d'Errico, avvocato e patriota italiano (n. 1798)
- 1856 - Caterina Bon Brenzoni, poetessa e scrittrice italiana (n. 1813)
- 1857 - Johann Bordolo von Boreo, militare austriaco (n. 1792)
- 1857 - Pasquale Sottocorno, patriota italiano (n. 1819)
- 1858 - Luigi Negrelli, ingegnere italiano (n. 1799)
- 1860 - Cesare Boldrini, patriota e medico italiano (n. 1816)
- 1860 - Pilade Bronzetti, patriota italiano (n. 1832)
- 1860 - Angelo Ceresetto, militare italiano (n. 1839)
- 1860 - Carlo Mazzei, patriota italiano (n. 1844)
- 1860 - Fortunato Timolini, patriota italiano (n. 1835)
- 1861 - Justyna Krzyżanowska, polacca (n. 1782)
- 1862 - Vincenzo Barnaba Zambelli, politico italiano (n. 1799)
- 1863 - Ebenezer Emmons, geologo e botanico statunitense (n. 1799)
- 1864 - Juan José Flores, politico venezuelano (n. 1799)
- 1864 - Luigi Giura, ingegnere e architetto italiano (n. 1795)
- 1865 - Francesco Chiapusso, politico italiano (n. 1802)
- 1866 - Maria Susanna Cummins, scrittrice statunitense (n. 1827)
- 1868 - Mongkut, re siamese (n. 1804)
- 1870 - Luigi Cibrario, storico, numismatico e magistrato italiano (n. 1802)
- 1871 - Joaquín Fernández de Córdoba, generale e senatore spagnolo (n. 1787)
- 1872 - Isaac Campbell Coffin, generale britannico (n. 1800)
- 1873 - Edwin Landseer, pittore e scultore britannico (n. 1802)
- 1876 - Ivan Aleksandrovič Chudjakov, etnografo e rivoluzionario russo (n. 1842)
- 1876 - James Lick, mecenate statunitense (n. 1796)
- 1876 - Heinrich von Testa, diplomatico e nobile austriaco (n. 1807)
- 1878 - Mindon Min, sovrano birmano (n. 1808)
- 1879 - Amédée Greyfié de Bellecombe, politico francese (n. 1811)
- 1879 - Ernst Hartung, generale austriaco (n. 1808)
- 1880 - Ludwig Joseph von Boos-Waldeck, nobile tedesco (n. 1798)
- 1880 - Alfred zu Stolberg-Stolberg, nobile e politico tedesco (n. 1835)
- 1884 - Enea Gardana, chitarrista e compositore italiano (n. 1824)
- 1885 - Anthony Ashley-Cooper, VII conte di Shaftesbury, politico e filantropo inglese (n. 1801)
- 1886 - Juan Vicente González, scrittore, giornalista e politico venezuelano (n. 1810)
- 1891 - Giulio Ferrarini, direttore d'orchestra, violinista e compositore italiano (n. 1807)
- 1896 - Francesco Saverio Cavallari, architetto, incisore e archeologo italiano (n. 1810)
- 1897 - Leone Giraldoni, baritono italiano (n. 1824)
- 1897 - Xurşidbanu Natəvan, poetessa azera (n. 1832)
- 1900 - Luigi Maria Monti, religioso italiano (n. 1825)

## XX secolo(224)
- 1901 - Abdur Rahman Khan, emiro afghano (n. 1844)
- 1904 - Cesare Bonelli, politico e generale italiano (n. 1821)
- 1904 - Achille Majocchi, politico e militare italiano (n. 1821)
- 1906 - Giacomo Bracci, patriota e politico italiano (n. 1826)
- 1906 - Giovanni Visconti Venosta, nobile, patriota e scrittore italiano (n. 1831)
- 1910 - Napoleon Bonaparte Broward, politico statunitense (n. 1857)
- 1910 - Rudolf Chrobak, ginecologo austriaco (n. 1843)
- 1910 - Benigno Crespi, imprenditore italiano (n. 1848)
- 1910 - André Henry, ciclista su strada belga (n. 1865)
- 1910 - Philipp von Klett, compositore di scacchi e militare tedesco (n. 1833)
- 1911 - Wilhelm Dilthey, filosofo e psicologo tedesco (n. 1833)
- 1913 - Goffredo Ghirardini, patriota italiano (n. 1841)
- 1913 - Giuseppe Puccianti, scrittore e poeta italiano (n. 1830)
- 1914 - Kitty Kielland, pittrice norvegese (n. 1843)
- 1914 - Anton Marty, filosofo svizzero (n. 1847)
- 1916 - Carl Otto Løvenskiold, ufficiale e politico norvegese (n. 1839)
- 1916 - Georges Martin, medico e politico francese (n. 1844)
- 1917 - Eduard Oberg, funzionario, giurista e attivista tedesco (n. 1858)
- 1918 - Evelyn Boscawen, VII visconte Falmouth, nobile e generale inglese (n. 1847)
- 1918 - Giampietro Chironi, giurista e politico italiano (n. 1855)
- 1919 - Philip Jourdain, logico britannico (n. 1879)
- 1919 - Nikolaj Pavlovič Ščedrin, rivoluzionario russo (n. 1858)
- 1919 - Carlotta di Prussia, principessa prussiana (n. 1860)
- 1920 - Ogata Gekko, pittore giapponese (n. 1859)
- 1920 - Italo Giglioli, chimico italiano (n. 1852)
- 1920 - Vladimir Ivanovič Rebikov, compositore e pianista russo (n. 1866)
- 1921 - Julius von Hann, meteorologo austriaco (n. 1839)
- 1922 - Ludvig Müller, attore teatrale e regista teatrale norvegese (n. 1868)
- 1922 - Giovanni Sforza, nobile, letterato e storico italiano (n. 1846)
- 1923 - Friedrich Martius, medico tedesco (n. 1850)
- 1924 - Stefano Cavazzutti, medico e etnologo italiano (n. 1845)
- 1924 - Ulysses Davis, regista e sceneggiatore statunitense (n. 1872)
- 1924 - Henri Sellier, calciatore francese (n. 1889)
- 1925 - Costante Gris, ingegnere e filantropo italiano (n. 1843)
- 1925 - Gustav Herbig, linguista e etruscologo tedesco (n. 1868)
- 1925 - Howard Taylor, velista britannico (n. 1861)
- 1926 - Antonio Grossich, medico e politico italiano (n. 1849)
- 1928 - Cecilia Eusepi, italiana (n. 1910)
- 1928 - Edna Luby, imitatrice e attrice statunitense (n. 1884)
- 1929 - Émile-Antoine Bourdelle, scultore francese (n. 1861)
- 1930 - Riccardo Drigo, compositore e direttore d'orchestra italiano (n. 1846)
- 1930 - Domenico Montesano, matematico italiano (n. 1863)
- 1930 - Paul Wiesner, velista tedesco (n. 1855)
- 1931 - Guglielmo Duranti, politico e avvocato italiano (n. 1864)
- 1931 - Vincenzo Pericoli, prefetto e politico italiano (n. 1862)
- 1933 - Te Rata, sovrano neozelandese
- 1934 - Luis Amigó Ferrer, religioso spagnolo (n. 1854)
- 1934 - Nikita Chromov, calciatore russo (n. 1892)
- 1934 - Paul Guillaume, collezionista d'arte e gallerista francese (n. 1891)
- 1934 - Gustave Lemoine, aviatore francese (n. 1902)
- 1934 - Georges Lumpp, canottiere francese (n. 1874)
- 1935 - Vladimir Alekseevič Giljarovskij, scrittore, giornalista e storico russo (n. 1855)
- 1935 - Barbados Joe Walcott, pugile britannico (n. 1873)
- 1937 - Arturo Baranzini, imprenditore, politico e antifascista italiano (n. 1875)
- 1938 - Conway Tearle, attore statunitense (n. 1878)
- 1938 - Achille Tellini, naturalista, geologo e linguista italiano (n. 1866)
- 1938 - Otto Warburg, botanico tedesco (n. 1859)
- 1938 - Giovanni II Nepomuceno di Schwarzenberg, nobile, politico e imprenditore boemo (n. 1860)
- 1939 - Aleksandr Aleksandrovič Mosolov, generale e diplomatico russo (n. 1854)
- 1940 - Richard Rainer Barker, calciatore inglese (n. 1869)
- 1940 - Michele Faloci Pulignani, presbitero, bibliotecario e storico italiano (n. 1856)
- 1941 - Délia Tétreault, religiosa canadese (n. 1865)
- 1942 - Ants Piip, politico, avvocato e diplomatico estone (n. 1884)
- 1942 - Antoni Rewera, presbitero polacco (n. 1869)
- 1942 - Heinz Wengler, ciclista su strada tedesco (n. 1912)
- 1943 - Alfonso Cigala Fulgosi, generale italiano (n. 1884)
- 1943 - Charles Moisson, francese (n. 1864)
- 1943 - Salvatore Pelligra, generale italiano (n. 1891)
- 1943 - Angelo Policardi, generale italiano (n. 1888)
- 1943 - Yitzhak Rudashevski, scrittore lituano (n. 1927)
- 1943 - Alberto de Agazio, generale italiano (n. 1888)
- 1944 - Frédéric Blanchy, velista francese (n. 1868)
- 1944 - Elia Comini, presbitero italiano (n. 1910)
- 1944 - Max Ehrlich, attore, sceneggiatore e comico tedesco (n. 1892)
- 1944 - Rudolf Schmundt, generale tedesco (n. 1896)
- 1945 - Walter Bradford Cannon, fisiologo statunitense (n. 1871)
- 1945 - Jules Deleval, ginnasta francese (n. 1873)
- 1946 - Leo Fiederer, calciatore tedesco (n. 1897)
- 1946 - Pavel Huyn, patriarca cattolico e arcivescovo cattolico ceco (n. 1868)
- 1947 - Olive Borden, attrice statunitense (n. 1906)
- 1947 - Franz Exner, criminologo tedesco (n. 1881)
- 1947 - Gregorio Martínez Sierra, scrittore, drammaturgo e impresario teatrale spagnolo (n. 1881)
- 1948 - Manopakorn Nititada, politico e avvocato thailandese (n. 1884)
- 1949 - Nykyta Budka, vescovo cattolico ucraino (n. 1877)
- 1949 - Llewelyn Lloyd, pittore italiano (n. 1879)
- 1949 - Oswald Garrison Villard, giornalista statunitense (n. 1872)
- 1950 - Aleksej Aleksandrovič Kuznecov, politico e militare sovietico (n. 1905)
- 1950 - Michail Ivanovič Rodionov, politico sovietico (n. 1907)
- 1950 - Nikolaj Alekseevič Voznesenskij, politico e economista sovietico (n. 1903)
- 1951 - Jens Jensen, architetto danese (n. 1860)
- 1951 - Karel Teige, artista cecoslovacco (n. 1900)
- 1952 - James Vincenzo Capone, militare italiano (n. 1892)
- 1952 - John Langenus, arbitro di calcio belga (n. 1891)
- 1953 - Luis Riart, politico paraguaiano (n. 1880)
- 1954 - Burkhard Huwiler, missionario e vescovo cattolico svizzero (n. 1868)
- 1954 - René Le Senne, filosofo e psicologo francese (n. 1882)
- 1954 - Luigi Tinti, partigiano italiano (n. 1920)
- 1955 - Fratelli Christie, produttore cinematografico e regista cinematografico canadese (n. 1882)
- 1955 - Filadelfo Insolera, matematico e statistico italiano (n. 1880)
- 1956 - Aleksej Denisovič Dikij, attore teatrale russo (n. 1889)
- 1956 - Carlo H. De' Medici, giornalista e scrittore italiano (n. 1887)
- 1956 - Stan Ockers, ciclista su strada e pistard belga (n. 1920)
- 1956 - Anthony Williamsen, pistard statunitense (n. 1880)
- 1957 - Jacques Fesch, criminale francese (n. 1930)
- 1958 - Adriana Costamagna, attrice italiana (n. 1889)
- 1958 - Giovanni Zappettini, pittore e decoratore italiano (n. 1878)
- 1959 - Enrico De Nicola, politico e avvocato italiano (n. 1877)
- 1959 - José Humberto Paparoni, vescovo cattolico venezuelano (n. 1920)
- 1959 - Elena Săcălici, ginnasta rumena (n. 1935)
- 1960 - Giuseppe Fietta, cardinale italiano (n. 1883)
- 1960 - Emidio Lopardi, politico italiano (n. 1877)
- 1961 - William Otterwell Brady, arcivescovo cattolico statunitense (n. 1899)
- 1961 - Donald Cook, attore statunitense (n. 1901)
- 1961 - Rosa Sensat, docente e pedagogista spagnola (n. 1873)
- 1961 - Illés Spitz, allenatore di calcio e calciatore ungherese (n. 1902)
- 1962 - Ludwig Bemelmans, scrittore e pittore tedesco (n. 1898)
- 1962 - Raoul Nordling, diplomatico svedese (n. 1882)
- 1964 - Douglas McGregor, economista, docente e psicologo statunitense (n. 1906)
- 1964 - Ernst Toch, compositore e pianista austriaco (n. 1887)
- 1965 - Walter Blattmann, ciclista su strada e ciclocrossista svizzero (n. 1910)
- 1966 - Michael Coppola, mafioso statunitense (n. 1900)
- 1967 - Pietro Cimara, direttore d'orchestra, pianista e compositore italiano (n. 1887)
- 1967 - Ugo Perinelli, partigiano e politico italiano (n. 1917)
- 1968 - Carles Fages de Climent, scrittore spagnolo (n. 1902)
- 1968 - Romano Guardini, presbitero, teologo e scrittore italiano (n. 1885)
- 1969 - Gunnar Andersson, calciatore svedese (n. 1928)
- 1969 - Dick Farley, cestista statunitense (n. 1932)
- 1970 - Juan Arrillaga, calciatore argentino (n. 1908)
- 1970 - Vilhelm Carlberg, tiratore a segno svedese (n. 1880)
- 1970 - Aristide Giannelli, ingegnere italiano (n. 1888)
- 1970 - Paolino Piola, calciatore italiano (n. 1914)
- 1970 - Józef Słonecki, calciatore e allenatore di calcio polacco (n. 1899)
- 1971 - Miangul Abdul Wadud, principe indiano (n. 1881)
- 1971 - Giuseppe Tonani, sollevatore e tiratore di fune italiano (n. 1890)
- 1971 - Gioacchino Volpe, storico e politico italiano (n. 1876)
- 1972 - Ejvind Blach, hockeista su prato danese (n. 1895)
- 1972 - Alessandro Buzio, aviatore italiano (n. 1893)
- 1972 - Neville Lancelot Goddard, scrittore barbadiano (n. 1905)
- 1972 - Kurt Hiller, scrittore, giornalista e pacifista tedesco (n. 1885)
- 1972 - Louis Leakey, paleontologo britannico (n. 1903)
- 1973 - Ercole Drei, scultore italiano (n. 1886)
- 1973 - Mohammad Hashim Maiwandwal, politico afghano (n. 1921)
- 1973 - Lajos Kovács, allenatore di calcio e calciatore ungherese (n. 1894)
- 1973 - Hassan Raghab, calciatore egiziano (n. 1909)
- 1973 - Carlos Schneberger, calciatore cileno (n. 1902)
- 1973 - Alvar Thiel, velista svedese (n. 1893)
- 1974 - André Birabeau, commediografo e scrittore francese (n. 1890)
- 1974 - Ralph Bishop, cestista e allenatore di pallacanestro statunitense (n. 1915)
- 1974 - Spyridōn Marinatos, archeologo greco (n. 1901)
- 1975 - Al Jackson Jr., batterista e musicista statunitense (n. 1935)
- 1975 - Larry MacPhail, dirigente sportivo statunitense (n. 1890)
- 1975 - Danijel Premerl, calciatore jugoslavo (n. 1904)
- 1976 - Secondo Finotto, calciatore italiano (n. 1905)
- 1976 - Fritz Winter, pittore tedesco (n. 1905)
- 1977 - Angelo Brelich, storico delle religioni e antropologo ungherese (n. 1913)
- 1978 - Joseph Colombo, mafioso statunitense (n. 1923)
- 1978 - Alfredo Maria Obviar y Aranda, vescovo cattolico filippino (n. 1889)
- 1978 - Charles Pacôme, lottatore francese (n. 1902)
- 1979 - Dorothy Arzner, regista, montatrice e sceneggiatrice statunitense (n. 1897)
- 1979 - Lucie Chevalley, attivista francese (n. 1882)
- 1979 - Preguinho, calciatore brasiliano (n. 1905)
- 1980 - Harry Grey, criminale e scrittore statunitense (n. 1901)
- 1981 - Alfrēds Hermanovskis, cestista lettone (n. 1915)
- 1981 - Wendelin Joseph Nold, vescovo statunitense (n. 1900)
- 1982 - Clériston Andrade, politico e religioso brasiliano (n. 1925)
- 1982 - Finn Berstad, dirigente sportivo e calciatore norvegese (n. 1901)
- 1982 - Dag Henriksen, calciatore norvegese (n. 1928)
- 1983 - Johan Richthoff, lottatore svedese (n. 1898)
- 1984 - Walter Alston, giocatore di baseball e allenatore di baseball statunitense (n. 1911)
- 1984 - Angelo Joppi, carabiniere italiano (n. 1904)
- 1984 - Blagoje Marjanović, calciatore e allenatore di calcio jugoslavo (n. 1907)
- 1984 - Hellé Nice, pilota automobilistica e modella francese (n. 1900)
- 1984 - Bernardino Dino Maria Piccinelli, vescovo cattolico italiano (n. 1905)
- 1984 - Imre Senkey, calciatore e allenatore di calcio ungherese (n. 1898)
- 1984 - Joel Townsley Rogers, scrittore statunitense (n. 1896)
- 1985 - Vladimir Bron, ingegnere e compositore di scacchi sovietico (n. 1909)
- 1985 - Ninian Sanderson, pilota automobilistico britannico (n. 1925)
- 1985 - Giovanni Tosi, velocista e calciatore italiano (n. 1899)
- 1985 - Elwyn Brooks White, scrittore statunitense (n. 1899)
- 1986 - Alberto Ghergo, politico italiano (n. 1915)
- 1986 - John Potts, calciatore inglese (n. 1899)
- 1986 - Manlio Sarra, pittore italiano (n. 1909)
- 1987 - June Clyde, attrice, cantante e ballerina statunitense (n. 1909)
- 1987 - Geoffrey Jackson, diplomatico e scrittore britannico (n. 1915)
- 1987 - István Palotás, allenatore di calcio e calciatore ungherese (n. 1907)
- 1988 - Lucien Ballard, direttore della fotografia statunitense (n. 1908)
- 1988 - Sacheverell Sitwell, poeta, saggista e critico d'arte britannico (n. 1897)
- 1989 - Carlo Dapporto, attore italiano (n. 1911)
- 1989 - Edmond Loichot, calciatore svizzero (n. 1905)
- 1989 - Frank Sachse, cestista statunitense (n. 1917)
- 1990 - John Stewart Bell, fisico britannico (n. 1928)
- 1990 - Curtis LeMay, generale statunitense (n. 1906)
- 1990 - Karl Zolper, calciatore tedesco (n. 1901)
- 1992 - Massimiliano Catena, calciatore italiano (n. 1969)
- 1992 - Petra Kelly, politica e attivista tedesca (n. 1947)
- 1992 - Andor Pigler, storico dell'arte ungherese (n. 1899)
- 1992 - Salvatore Valitutti, politologo e politico italiano (n. 1907)
- 1993 - Segundo Castillo Varela, calciatore peruviano (n. 1913)
- 1993 - Jim Holton, calciatore scozzese (n. 1951)
- 1993 - Božo Janković, calciatore jugoslavo (n. 1951)
- 1993 - Sigurð Joensen, scrittore faroese (n. 1911)
- 1993 - Giuseppe Vari, regista e montatore italiano (n. 1924)
- 1994 - David Berg, religioso statunitense (n. 1919)
- 1994 - Georges Delporte, pallanuotista francese (n. 1912)
- 1994 - Nicholas Green, statunitense (n. 1987)
- 1994 - Bud Houser, discobolo e pesista statunitense (n. 1901)
- 1994 - Paul Lorenzen, filosofo e matematico tedesco (n. 1915)
- 1995 - Emiel-Jozef De Smedt, vescovo cattolico belga (n. 1909)
- 1995 - Margaret Gorman, modella statunitense (n. 1905)
- 1995 - Elio Maldini, ciclista su strada italiano (n. 1911)
- 1996 - Hakob Faraǰyan, sollevatore sovietico (n. 1930)
- 1996 - Herbert Seifert, matematico tedesco (n. 1907)
- 1997 - Gul Mohammed, indiano (n. 1957)
- 1997 - Charlie Parsley, cestista e allenatore di pallacanestro statunitense (n. 1925)
- 1997 - Vincenzo Maria Pellegrini, politico, scrittore e poeta maltese (n. 1911)
- 1998 - Loris Biagioni, politico italiano (n. 1916)
- 1999 - Ted Arison, armatore israeliano (n. 1924)
- 1999 - Pietro Maria Bardi, giornalista, critico d'arte e gallerista italiano (n. 1900)
- 1999 - Witold Rowicki, direttore d'orchestra polacco (n. 1914)
- 1999 - Angelo Spanio, calciatore italiano (n. 1939)
- 1999 - Lena Zavaroni, cantante britannica (n. 1963)
- 2000 - René Coicaud, schermidore francese (n. 1927)
- 2000 - Gemelli Kray, mafioso britannico (n. 1933)
- 2000 - Gastone Lottieri, direttore di banda italiano (n. 1926)

## XXI secolo(125)
- 2001 - Gianni Grana, critico letterario, artista e dirigente pubblico italiano (n. 1924)
- 2001 - Jean Keraudy, criminale francese (n. 1920)
- 2001 - Mickey Trotman, calciatore trinidadiano (n. 1974)
- 2002 - Ilie Ceaușescu, generale e politico rumeno (n. 1926)
- 2003 - Beate Hasenau, attrice e doppiatrice tedesca (n. 1936)
- 2003 - Chubby Jackson, contrabbassista statunitense (n. 1918)
- 2003 - Giovanni Semerano, chimico italiano (n. 1907)
- 2004 - Richard Avedon, fotografo statunitense (n. 1923)
- 2004 - Ron Hayes, attore statunitense (n. 1929)
- 2004 - Bruce Palmer, musicista canadese (n. 1946)
- 2004 - Aleksandr Rogov, canoista sovietico (n. 1956)
- 2005 - Flavio Faganello, fotografo, fotoreporter e giornalista italiano (n. 1933)
- 2005 - Paul Pena, compositore, cantante e chitarrista statunitense (n. 1950)
- 2006 - Frank Beyer, regista e sceneggiatore tedesco (n. 1932)
- 2006 - Luki Botha, pilota automobilistico sudafricano (n. 1930)
- 2006 - Alan Caillou, attore e sceneggiatore inglese (n. 1914)
- 2006 - Ursula Flick, politica tedesca (n. 1924)
- 2006 - Luigi Malabrocca, ciclista su strada e ciclocrossista italiano (n. 1920)
- 2006 - Atanas Mihajlov, calciatore bulgaro (n. 1949)
- 2006 - Renato Polselli, regista e sceneggiatore italiano (n. 1922)
- 2006 - Enzo Tarascio, attore e doppiatore italiano (n. 1919)
- 2006 - André Viger, atleta paralimpico canadese (n. 1952)
- 2007 - Bruce Hay, rugbista a 15 e allenatore di rugby a 15 britannico (n. 1950)
- 2007 - Al Oerter, discobolo statunitense (n. 1936)
- 2007 - Tetsuo Okamoto, nuotatore brasiliano (n. 1932)
- 2007 - Giuseppe Russo, politico italiano (n. 1920)
- 2008 - Robert Arthur, attore statunitense (n. 1925)
- 2008 - Ian Collier, attore britannico (n. 1943)
- 2008 - Boris Efimov, vignettista sovietico (n. 1900)
- 2008 - Detlef Lewe, canoista tedesco (n. 1939)
- 2008 - Cesare Togni, circense italiano (n. 1924)
- 2009 - Andrea Angelucci, militare italiano (n. 1974)
- 2009 - Pasquale Simone Neri, militare italiano (n. 1979)
- 2009 - Roberto Palleschi, politico italiano (n. 1925)
- 2009 - Kazumi Takada, calciatore giapponese (n. 1951)
- 2010 - Mohamed Aden Sheikh, scrittore, politico e chirurgo somalo (n. 1936)
- 2010 - Lucia Banti, attrice italiana (n. 1926)
- 2010 - Dezső Bundzsák, calciatore e allenatore di calcio ungherese (n. 1928)
- 2010 - Charles Caruana, vescovo cattolico gibilterriano (n. 1932)
- 2010 - Raffaele De Grada, critico d'arte, storico dell'arte e politico italiano (n. 1916)
- 2010 - Dino Frescobaldi, giornalista, saggista e scrittore italiano (n. 1926)
- 2010 - Mario Pais de Libera, scultore italiano (n. 1920)
- 2010 - Nicola Zitara, scrittore e giornalista italiano (n. 1927)
- 2011 - David Bedford, polistrumentista, compositore e direttore d'orchestra britannico (n. 1937)
- 2011 - Corrado Guerzoni, giornalista e conduttore radiofonico italiano (n. 1930)
- 2011 - Andreas Nilsson, calciatore svedese (n. 1910)
- 2011 - Bill Tosheff, cestista statunitense (n. 1926)
- 2011 - Sven Tumba, hockeista su ghiaccio, calciatore e golfista svedese (n. 1931)
- 2012 - Dirk Bach, attore, comico e conduttore televisivo tedesco (n. 1961)
- 2012 - Oscar Bonivento, compositore di scacchi italiano (n. 1914)
- 2012 - Luigi Galliani, calciatore italiano (n. 1921)
- 2012 - Eric Hobsbawm, storico e scrittore britannico (n. 1917)
- 2012 - Hammy McMeechan, calciatore australiano (n. 1941)
- 2012 - Moshe Sanbar, economista israeliano (n. 1926)
- 2012 - Emanuele Sanna, politico italiano (n. 1943)
- 2012 - Shlomo Venezia, scrittore e superstite dell'Olocausto italiano (n. 1923)
- 2013 - Peter Broadbent, calciatore inglese (n. 1933)
- 2013 - Tom Clancy, scrittore, sceneggiatore e autore di videogiochi statunitense (n. 1947)
- 2013 - Giuliano Gemma, attore e stuntman italiano (n. 1938)
- 2013 - Israel Gutman, storico polacco (n. 1923)
- 2013 - Arnold Lazarus, psicologo sudafricano (n. 1932)
- 2013 - Juan José Linz, politologo spagnolo (n. 1926)
- 2014 - Antonio Guarino, giurista e politico italiano (n. 1914)
- 2014 - Greg Hyder, cestista statunitense (n. 1948)
- 2014 - Silvano Magheri, calciatore italiano (n. 1933)
- 2014 - Charlie Paulk, cestista statunitense (n. 1946)
- 2014 - Robert Serra, politico venezuelano (n. 1987)
- 2014 - Xu Lizhi, poeta cinese (n. 1990)
- 2014 - Lynsey de Paul, cantante britannica (n. 1948)
- 2015 - Božo Bakota, calciatore jugoslavo (n. 1950)
- 2015 - Jacques Brodin, schermidore francese (n. 1946)
- 2015 - Don Edwards, politico e agente segreto statunitense (n. 1915)
- 2016 - Bobby Burnett, giocatore di football americano statunitense (n. 1943)
- 2016 - Paola Campanile, scrittrice italiana (n. 1940)
- 2016 - David Herd, calciatore e allenatore di calcio scozzese (n. 1934)
- 2016 - Erol Keskin, calciatore turco (n. 1927)
- 2016 - Sandra Mantovani, cantante e etnomusicologa italiana (n. 1928)
- 2017 - Olivier Baudry, calciatore francese (n. 1973)
- 2017 - Pierluigi Cappello, poeta italiano (n. 1967)
- 2017 - Lina Chiusso, cantante italiana (n. 1939)
- 2017 - Arthur Janov, psicologo statunitense (n. 1924)
- 2017 - Samuel Irving Newhouse, imprenditore statunitense (n. 1927)
- 2017 - Luisella Ottolenghi Mortara, storica dell'arte italiana (n. 1930)
- 2017 - Gino Taddei, tenore italiano (n. 1933)
- 2017 - Larisa Il'inična Vol'pert, scacchista russa (n. 1926)
- 2017 - Zenona Węgrzynowicz, cestista polacca (n. 1930)
- 2018 - Charles Aznavour, cantautore, attore e diplomatico francese (n. 1924)
- 2018 - Stelvio Cipriani, musicista e compositore italiano (n. 1937)
- 2018 - Carlos Ezquerra, fumettista spagnolo (n. 1947)
- 2018 - Francesco Greco, avvocato e politico italiano (n. 1942)
- 2018 - Cathryn Harrison, attrice britannica (n. 1959)
- 2018 - Graciano Rocchigiani, pugile tedesco (n. 1963)
- 2018 - Franco Sar, multiplista italiano (n. 1933)
- 2018 - Đỗ Mười, politico vietnamita (n. 1917)
- 2019 - Karel Gott, cantante e attore ceco (n. 1939)
- 2019 - Miguel León-Portilla, antropologo e storico messicano (n. 1926)
- 2019 - Mikayla Martin, sciatrice alpina e sciatrice freestyle canadese (n. 1997)
- 2019 - Wolfgang Perner, biatleta e fondista austriaco (n. 1967)
- 2020 - Gregorio Agrigento, mafioso italiano (n. 1935)
- 2020 - Serhij Atel'kin, calciatore ucraino (n. 1972)
- 2020 - Tony Blue, mezzofondista australiano (n. 1936)
- 2020 - Maud Hansson, attrice svedese (n. 1937)
- 2020 - Gianfranco Lombardi, bassista, arrangiatore e direttore d'orchestra italiano (n. 1941)
- 2020 - Derek Mahon, poeta irlandese (n. 1941)
- 2020 - Barry Mahy, calciatore inglese (n. 1942)
- 2020 - Murray Schisgal, drammaturgo statunitense (n. 1926)
- 2020 - Christos Siopahas, regista e sceneggiatore cipriota (n. 1947)
- 2020 - Michael Spivak, matematico statunitense (n. 1940)
- 2021 - Michele Armentani, politico italiano (n. 1938)
- 2021 - Nur Germen, cestista e allenatore di pallacanestro turco (n. 1948)
- 2021 - Frank LoCascio, mafioso statunitense (n. 1932)
- 2021 - Antonio Rostagno, musicologo e pianista italiano (n. 1962)
- 2022 - Adriano Fida, pittore italiano (n. 1978)
- 2022 - Michael Green, pittore e scultore britannico (n. 1929)
- 2022 - Antonio Inoki, wrestler e politico giapponese (n. 1943)
- 2022 - David O'Connor, egittologo e archeologo australiano (n. 1938)
- 2022 - Rosetta Loy, scrittrice italiana (n. 1931)
- 2022 - Osamu Watanabe, lottatore giapponese (n. 1940)
- 2023 - Patricia Janečková, soprano slovacco (n. 1998)
- 2023 - Francesco Matrone, mafioso italiano (n. 1947)
- 2023 - Frank McDougall, calciatore scozzese (n. 1958)
- 2023 - Beverly Willis, architetta, pittrice e artista statunitense (n. 1928)
- 2024 - Zenón Franco Ocampos, scacchista paraguaiano (n. 1956)
- 2024 - Denílson Custódio Machado, calciatore brasiliano (n. 1943)
- 2024 - Francesco Merloni, imprenditore e politico italiano (n. 1925)

## Senza anno specificato(2)
- Jan Asselyn, pittore olandese
- Morfia di Melitene, regina armena